# Zethes lava
Zethes lava är en fjärilsart som beskrevs av Arnold Pagenstecher 1886. Zethes lava ingår i släktet Zethes och familjen nattflyn. Inga underarter finns listade i Catalogue of Life.